# Colpalombo
Colpalombo is een plaats (frazione) in de Italiaanse gemeente Gubbio.